# Spathius spilopterus
Spathius spilopterus är en stekelart som först beskrevs av Cameron 1909.  Spathius spilopterus ingår i släktet Spathius och familjen bracksteklar. Inga underarter finns listade i Catalogue of Life.